# دین کونی
دین کونی (انگلیسی: Dean Coney؛ زادهٔ ۱۸ سپتامبر ۱۹۶۳) بازیکن فوتبال اهل بریتانیا است.
از باشگاه‌هایی که در آن بازی کرده‌است می‌توان به باشگاه فوتبال نوریچ سیتی، باشگاه فوتبال کویینز پارک رنجرز، و باشگاه فوتبال فولام اشاره کرد.
وی همچنین در تیم ملی فوتبال زیر ۲۱ سال انگلستان بازی کرده‌است.